# 安住院
安住院（あんじゅういん）は岡山県岡山市中区国富に所在する寺院である。山号は瓶井山（みかいさん）。詳しくは、瓶井山禅光寺安住院と号する。宗派は真言宗善通寺派。本尊は千手千眼観世音菩薩（秘仏）。瀬戸内三十三観音霊場第十二番札所、岡山八十八箇所霊場第五番札所（大師堂）。

## 概要
安住院は操山の北西麓にある。操山の古名は瓶井山であり、寺院境内の山腹に瓶井（みかい）と言う泉が湧いていることに由来する。これが当寺院の山号となっている。
寺伝によれば奈良時代の天平勝宝年間（749年 - 757年）に報恩大師が禅光寺を創建したたと言われ、備前四十八ヶ寺の一つに数えられたと伝えられる。安住院は禅光寺の本坊である。報恩大師が平井の浜（現・岡山市中区平井）で光を放つ霊木を見つけ、千手観音を刻み本尊としたと言われる。本尊を刻んだ際、報恩大師は「修禅光明滅無明安住浄菩提心」と言ったといい、これが寺号・院号の由来となったと伝えられている。
平安時代の延喜7年（907年）醍醐寺開祖の聖宝が第一期の中興をなしたと言われる。
室町時代前期の応永2年（1395年）増吽により中興がなされたが、文明10年（1478年）仁王門以外を火災で焼失した。江戸時代初期の慶長6年（1601年）初代岡山藩主となった小早川秀秋により本堂など堂宇が再建された。
江戸時代には岡山藩主池田家の庇護の元、本坊安住院のほか普門院・中蔵院・堯王院・蓮華院・理證院・法明院・閑安院・歓喜院・万徳院・伝経院・金蔵院・明寿院などの塔頭が存在した。現在は安住院のほか、普門院・中蔵院を残すのみとなっており、中蔵院は名称のみが残る。
当寺院は内田百閒の菩提寺で、墓地には内田百間と累代の墓所がある。

## 文化財
岡山市文化財目録による

### 岡山県指定文化財
- 重要文化財（有形文化財）
  - 仁王門（建造物）
室町時代中期の康正2年（1456年）増真らの勧進により建造。総朱塗りで「瓶井の赤門」と呼ばれる。桁間6.7ｍ・梁間3.6ｍの八脚楼門。建造年代のはっきりしている楼門としては県内最古である。昭和31年（1956年）4月1日指定。
  - 多宝塔（建造物）
尊勝宝塔とも称する。江戸時代前期の元禄年間（1688年 - 1704年）岡山藩主池田綱政が後楽園の借景として築造させ、次代の池田継政の時に完成した。高層建築が立ち並ぶ以前は旧市街の各所から見えたと伝えられ「見返りの塔」と呼ばれる。総高19.97m、桁間・梁間とも5.67m、相輪の高さ5m、三間多宝塔、本瓦葺で岡山県内2番目の規模である。6度の修復が行われており、直近では平成18年（2006年）より平成22年（2010年）に解体修理が行われた。昭和31年（1956年）4月1日指定。
  - 本堂（附 慶長六年棟札1枚）（建造物）
江戸時代初期の慶長6年（1601年）岡山城主・小早川秀秋により築造。元は山腹にあったが江戸時代後期の寛政12年（1800年）に現在の地に移築した。当初は正面五間、側面六間の平面であった。木造、入母屋造り、本瓦葺き。昭和39年（1964年）２月13日に岡山市指定有形文化財に指定。平成4年（1992年）8月27日に棟札を追加指定[2]、平成30年（2018年）3月6日に岡山県指定重要文化財に指定[3]。
  - 木造伝聖観音菩薩立像（彫刻）
平安時代前期の8世紀末から9世紀初頭の作。像高102cm、一木造り。鉈彫り手法により刻まれている。平成12年（2000年）3月28日指定。

### 岡山市指定文化財
- 有形文化財
  - 木造毘沙門天立像（彫刻）
平安時代中後期の11世紀頃の作。ケヤキの一木造り。像高145cm。昭和40年（1965年）7月30日指定。
  - 備前国禅光寺仁王堂造立奉加人交名（古文書）
康正2年(1456)記。昭和43年（1968年）12月26日指定

### 旧蔵文化財
- 紙本著色地獄草紙（東京国立博物館蔵、国宝）
平安時代後期作の絵巻。安住院に伝来した経緯は不明。1950年に文化財保護委員会買い上げとなり、その後東京国立博物館所蔵となった。[4]

## 御詠歌
ひるはなほ よるをもてらす ぜんこうじ いくよもきえぬ のりのともしび

## 画像

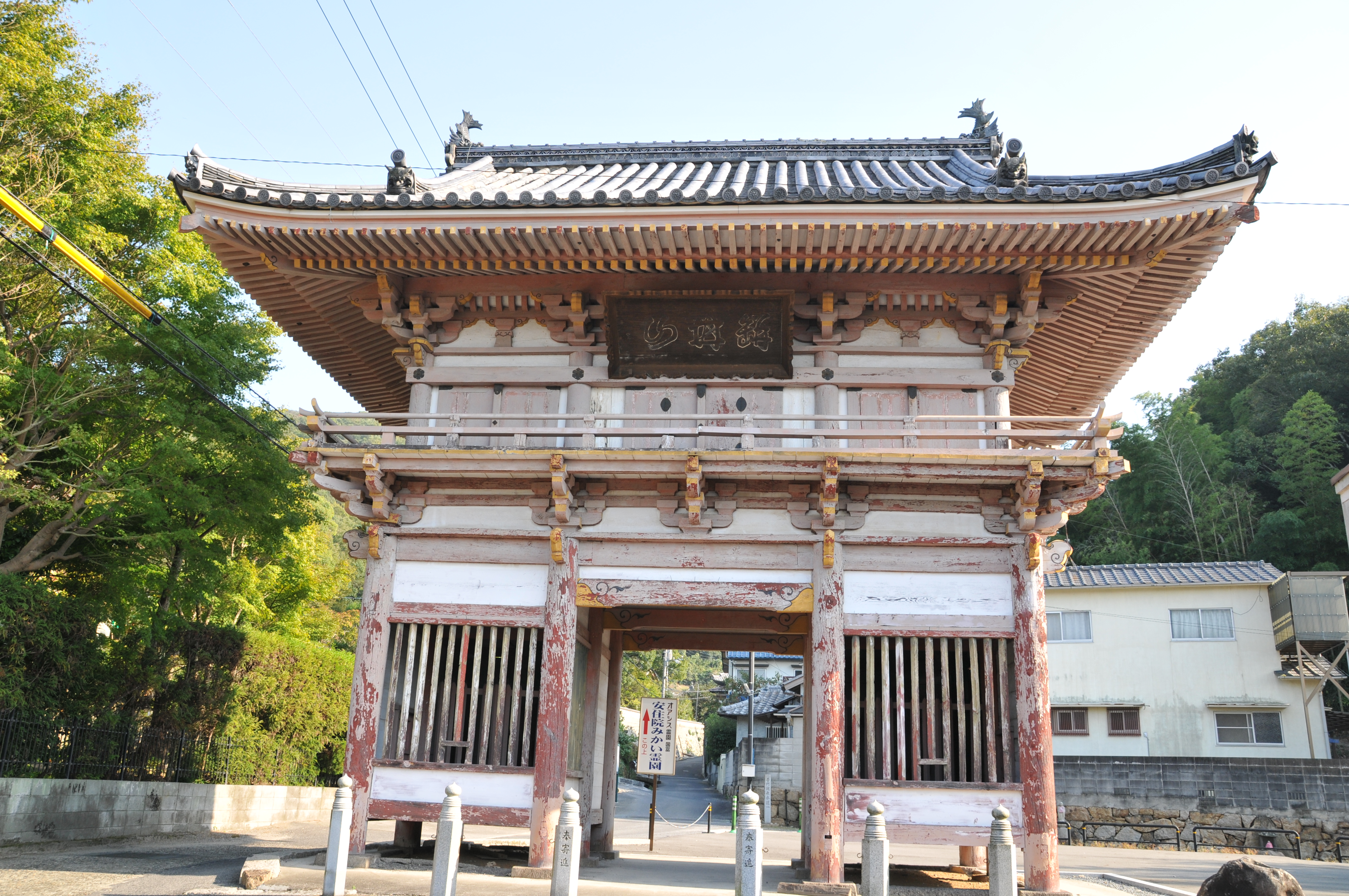
仁王門（県指定重要文化財）
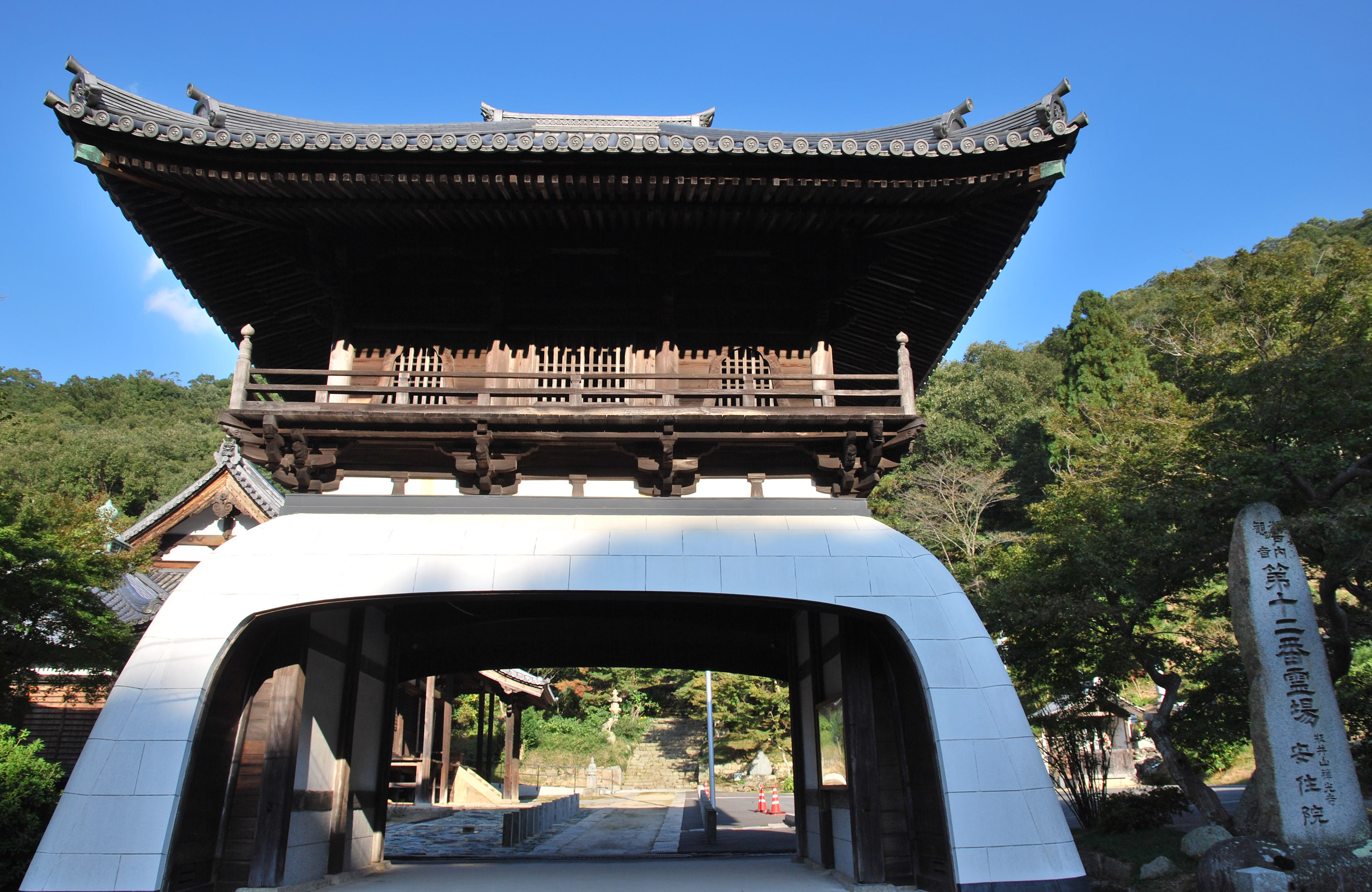
鐘楼門
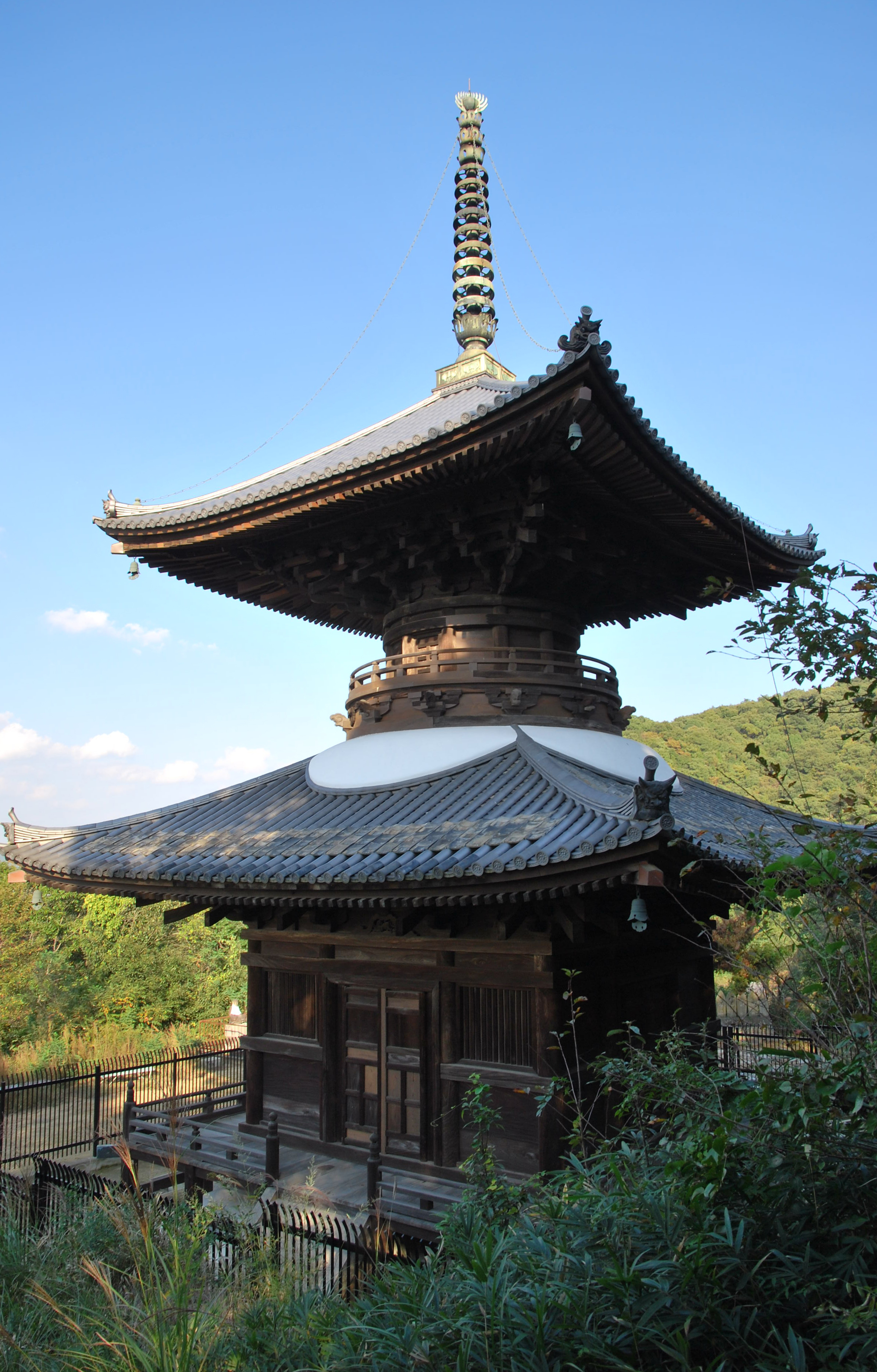
多宝塔（県指定重要文化財）
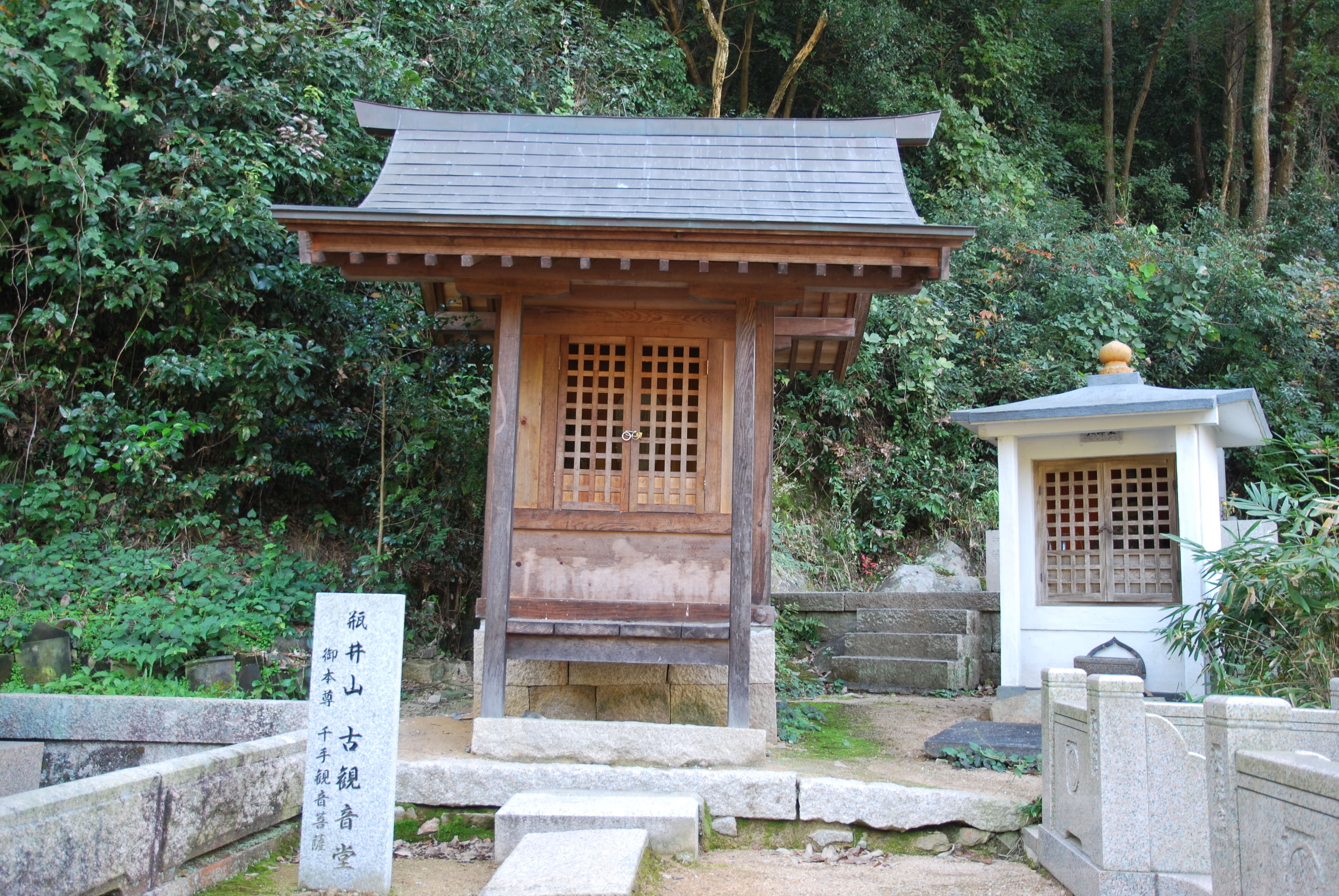
旧本堂跡地
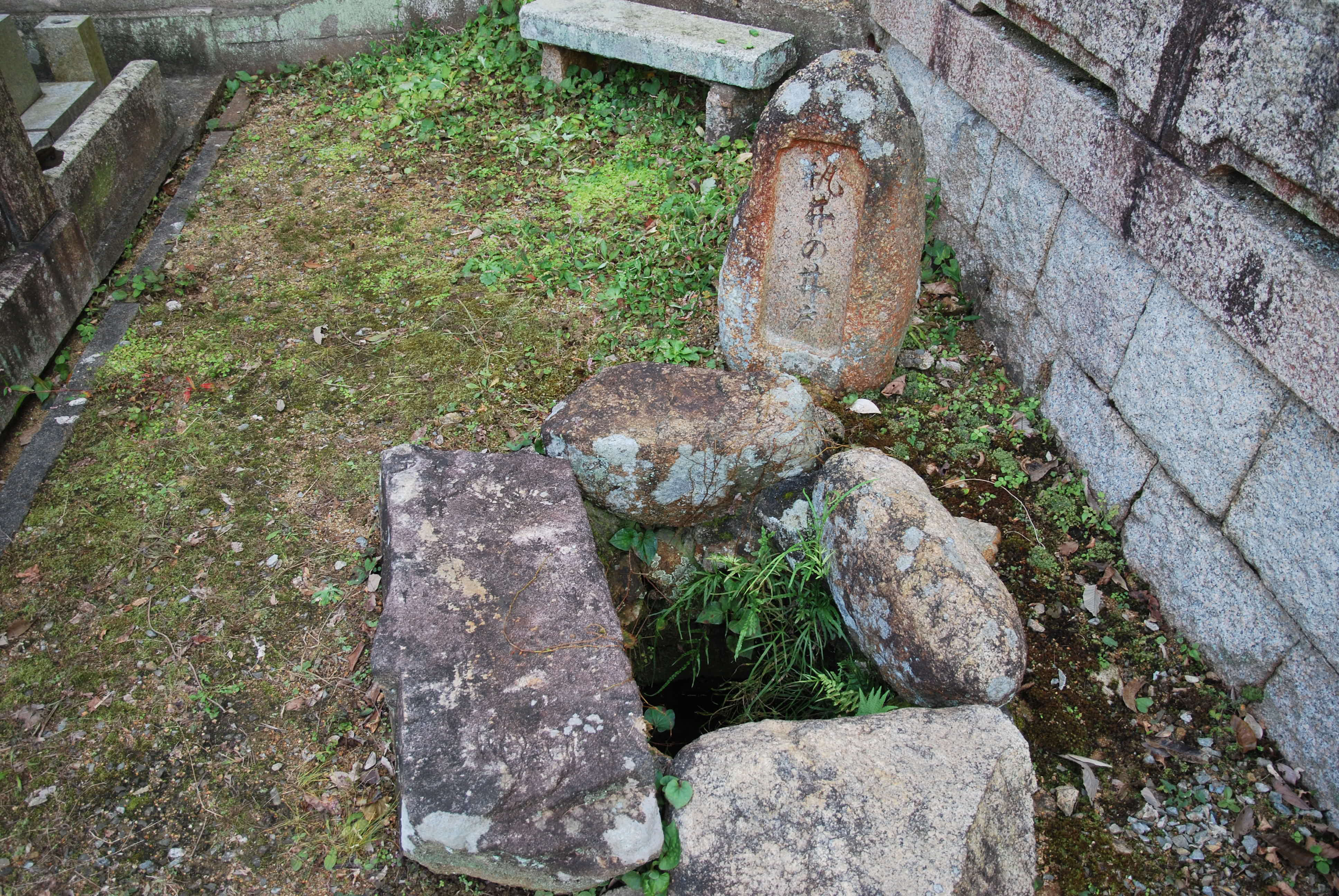
瓶井の泉
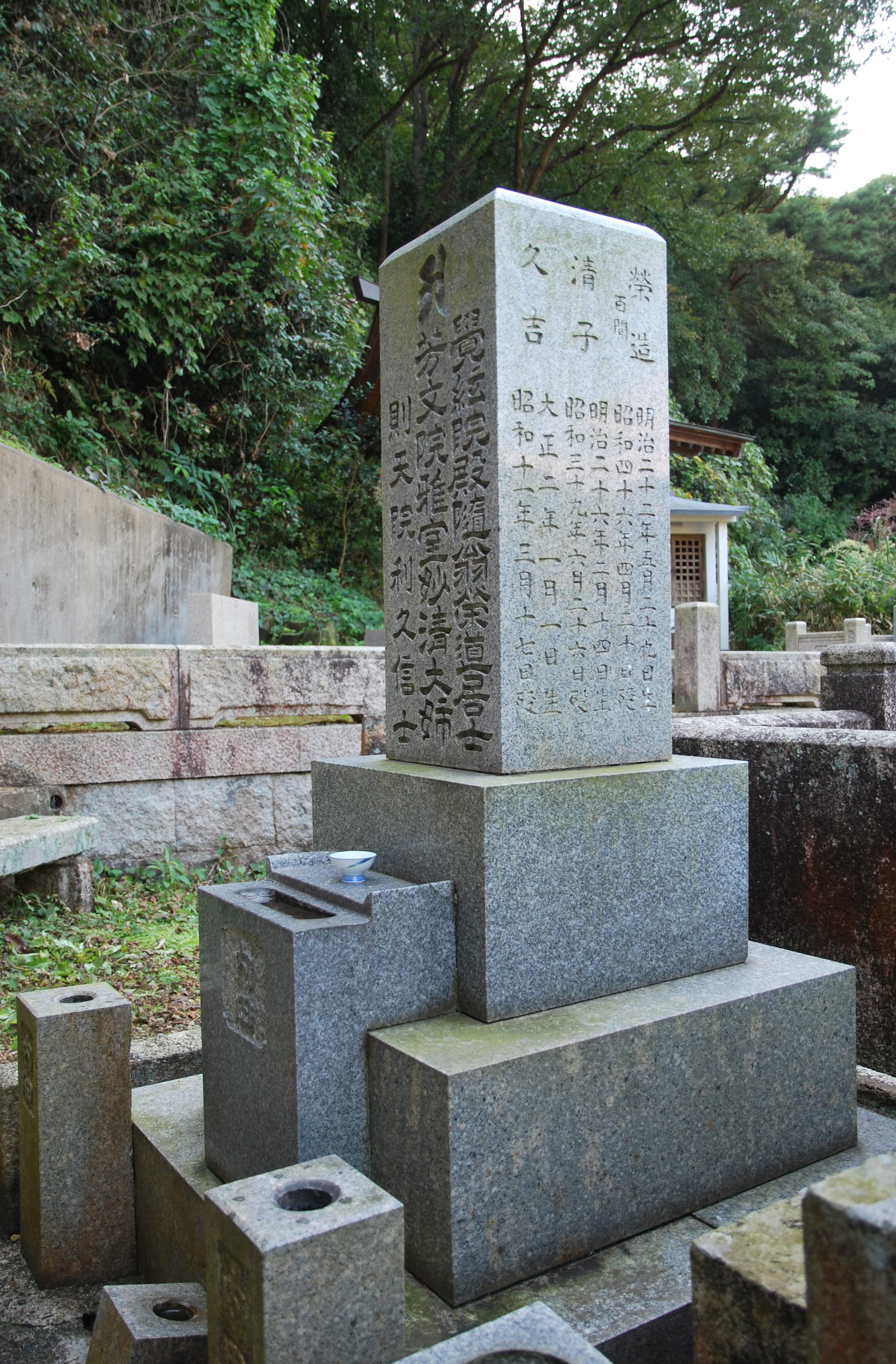
内田百間墓

## 前後の札所
瀬戸内三十三観音霊場
11 明王寺 -- 12 安住院 -- 13 頼久寺